# Disequazione quadratica
Una disequazione si dice disequazione di 2º grado o quadratica se in essa, una volta ridotta in una delle forme seguenti, compaiono termini quadratici, cioè potenze di ordine massimo uguale a 2.
Tutte le disequazioni quadratiche sono riconducibili, tramite le consuete semplificazioni a una forma del tipo:
- {\displaystyle ax^{2}+bx+c<0\;}
- {\displaystyle ax^{2}+bx+c\leq 0\;}
- {\displaystyle ax^{2}+bx+c>0\;}
- {\displaystyle ax^{2}+bx+c\geq 0\;}

## Segno del trinomio di 2º grado
È dato il trinomio {\displaystyle ax^{2}+bx+c} con {\displaystyle a\neq 0}. Si vuole studiare il segno del trinomio, cioè si vuole individuare per quali valori di x il trinomio è positivo negativo o nullo.
Anzitutto si calcolano le soluzioni dell'equazione associata:
{\displaystyle ax^{2}+bx+c=0}.
Si distinguono tre casi: {\displaystyle \Delta >0} , {\displaystyle \Delta =0} e {\displaystyle \Delta <0}.

## Caso: delta positivoΔ>0{\displaystyle \Delta >0}
Se il {\displaystyle \Delta >0} l'equazione associata ha due soluzioni reali e distinte {\displaystyle x_{1}} e {\displaystyle x_{2}}. In questo caso il trinomio è scomponibile secondo la formula
{\displaystyle ax^{2}+bx+c=a\left(x-x_{1}\right)\left(x-x_{2}\right)}.
Per studiare il segno del trinomio basta studiare il segno del prodotto.
Attenzione ci sono tre fattori: a, {\displaystyle (x-x_{1})} e {\displaystyle (x-x_{2})}, il segno del prodotto si calcola mediante la nota regola dei segni. Infine bisogna ricordare che quando almeno uno dei fattori si annulla anche il prodotto, e quindi il trinomio, si annulla.
Il tutto è riassunto nelle due tabelle sottostanti.
| Intervalli dell'asse reale            | {\displaystyle x<x_{1}} | {\displaystyle x=x_{1}} | {\displaystyle x_{1}<x<x_{2}} | {\displaystyle x=x_{2}} | {\displaystyle x>x_{2}} |
| ------------------------------------- | ----------------------- | ----------------------- | ----------------------------- | ----------------------- | ----------------------- |
| segno di a                            | +++                     |                         | +++                           |                         | +++                     |
| segno di {\displaystyle x-x_{1}}      | ---                     | 0                       | +++                           |                         | +++                     |
| segno di {\displaystyle x-x_{2}}      | ---                     |                         | ---                           | 0                       | +++                     |
| segno del prodotto segno del trinomio | +++                     | 0                       | ---                           | 0                       | +++                     |

| Intervalli dell'asse reale            | {\displaystyle x<x_{1}} | {\displaystyle x=x_{1}} | {\displaystyle x_{1}<x<x_{2}} | {\displaystyle x=x_{2}} | {\displaystyle x>x_{2}} |
| ------------------------------------- | ----------------------- | ----------------------- | ----------------------------- | ----------------------- | ----------------------- |
| segno di a                            | ---                     |                         | ---                           |                         | ---                     |
| segno di {\displaystyle x-x_{1}}      | ---                     | 0                       | +++                           |                         | +++                     |
| segno di {\displaystyle x-x_{2}}      | ---                     |                         | ---                           | 0                       | +++                     |
| segno del prodotto segno del trinomio | ---                     | 0                       | +++                           | 0                       | ---                     |

Osservazione. Il segno del trinomio ha lo stesso segno del coefficiente {\displaystyle a} all'esterno dell'intervallo delle due soluzioni dell'equazione associata, cioè per {\displaystyle x<x_{1}\vee x>x_{2}}, nell'intervallo delle due soluzioni il trinomio ha segno opposto a quello di {\displaystyle a}.

## Caso: delta nulloΔ=0{\displaystyle \Delta =0}
Se il {\displaystyle \Delta =0} l'equazione associata ha due soluzioni reali e coincidenti {\displaystyle x_{1}} (si dice che {\displaystyle x_{1}} è una soluzione doppia o ha molteplicità 2). In questo caso il trinomio è scomponibile secondo la formula
{\displaystyle ax^{2}+bx+c=a\left(x-x_{1}\right)^{2}}.
È fondamentale ricordarsi che il quadrato {\displaystyle \left(x-x_{1}\right)^{2}} è sempre positivo o nullo, mai negativo. Il quadrato si annulla in {\displaystyle x=x_{1}}.
| Intervalli dell'asse reale                        | {\displaystyle x<x_{1}} | {\displaystyle x=x_{1}} | {\displaystyle x>x_{1}} |
| ------------------------------------------------- | ----------------------- | ----------------------- | ----------------------- |
| segno di a                                        | +++                     |                         | +++                     |
| segno di {\displaystyle \left(x-x_{1}\right)^{2}} | +++                     | 0                       | +++                     |
| segno del prodotto segno del trinomio             | +++                     | 0                       | +++                     |

| Intervalli dell'asse reale                        | {\displaystyle x<x_{1}} | {\displaystyle x=x_{1}} | {\displaystyle x>x_{1}} |
| ------------------------------------------------- | ----------------------- | ----------------------- | ----------------------- |
| segno di a                                        | ---                     |                         | ---                     |
| segno di {\displaystyle \left(x-x_{1}\right)^{2}} | +++                     | 0                       | +++                     |
| segno del prodotto segno del trinomio             | ---                     | 0                       | ---                     |

Osservazione. In questo caso il segno del trinomio ha lo stesso segno del coefficiente {\displaystyle a} eccetto in {\displaystyle x=x_{1}} dove il trinomio si annulla.

## Caso: delta negativoΔ<0{\displaystyle \Delta <0}
Se il {\displaystyle \Delta <0} l'equazione associata non ha soluzioni reali. È però possibile valutare comunque il segno del trinomio evidenziandolo come somma di quadrati.
{\displaystyle ax^{2}+bx+c=a\left[\left(x+{\frac {b}{2a}}\right)^{2}+{\frac {-\Delta }{4a^{2}}}\right]}
Dal trinomio si raccoglie {\displaystyle a}
{\displaystyle ax^{2}+bx+c=a\left(x^{2}+{\frac {b}{a}}x+{\frac {c}{a}}\right)=}
Si aggiunge e si toglie la quantità {\displaystyle {\frac {b^{2}}{4a^{2}}}} in modo da completare il quadrato
{\displaystyle =a\left(x^{2}+{\frac {b}{a}}x+{\frac {b^{2}}{4a^{2}}}-{\frac {b^{2}}{4a^{2}}}+{\frac {c}{a}}\right)}
I primi tre termini sono lo sviluppo di un quadrato
{\displaystyle =a\left[\left(x+{\frac {b}{2a}}\right)^{2}+{\frac {-b^{2}+4ac}{4a^{2}}}\right]=}
Ricordando che {\displaystyle \Delta =b^{2}-4ac} si ottiene
{\displaystyle ax^{2}+bx+c=a\left[\left(x+{\frac {b}{2a}}\right)^{2}+{\frac {-\Delta }{4a^{2}}}\right]}
Notare che nella somma {\displaystyle \left(x+{\frac {b}{2a}}\right)^{2}+{\frac {-\Delta }{4a^{2}}}} il primo termine è un quadrato (dunque sempre positivo o nullo) e il secondo termine è sempre positivo in quanto il {\displaystyle \Delta } è negativo per ipotesi.
Questa somma è dunque sempre positiva.
Il segno del prodotto e quindi del trinomio dipende unicamente dal coefficiente {\displaystyle a}.
Ricapitolando quando {\displaystyle \Delta <0}
- il trinomio sarà SEMPRE POSITIVO se {\displaystyle a>0}
- il trinomio sarà SEMPRE NEGATIVO se {\displaystyle a<0}

Osservazione. In questo caso il trinomio ha SEMPRE lo stesso segno del coefficiente {\displaystyle a}.

## Osservazioni pratiche valide per tutti e tre i casi
- Nello schema grafico del segno del trinomio si parte (a destra) e si termina (a sinistra) sempre con il segno di {\displaystyle a}.
- Se ci sono due soluzioni dell'equazione associata, tra le due soluzioni va messo il segno discorde a quello di {\displaystyle a}.
- Se non ci sono soluzioni dell'equazione associata si mette sempre e solo il segno di {\displaystyle a}.

## Tabella riepilogativa del segno del trinomio
| segno di {\displaystyle a} | {\displaystyle \Delta >0}               | {\displaystyle \Delta =0}      | {\displaystyle \Delta <0} |
| -------------------------- | --------------------------------------- | ------------------------------ | ------------------------- |
| {\displaystyle a>0}        | asse x __x1___x2___ segno +++0----0++++ | asse x ___x1___ segno ++++0+++ | asse x _____ segno +++++  |
| {\displaystyle a<0}        | asse x __x1___x2___ segno ---0++++0---- | asse x ___x1___ segno ----0--- | asse x _____ segno -----  |

## Metodi di risoluzione delle disequazioni di secondo grado
Si consideri una disequazione di secondo grado scritta in forma normale:
{\displaystyle ax^{2}+bx+c>0} e {\displaystyle a\neq 0}.
La seguente procedura vale anche per gli altri tre casi con {\displaystyle <0} {\displaystyle \leq 0} {\displaystyle \geq 0}.

### Metodo del segno del coefficiente a
1. Portare alla forma normale la disequazione di 2º grado
2. Risolvere l'equazione associata
3. Tracciare lo schema grafico del segno del trinomio
4. Scegliere l'intervallo delle soluzioni in base al verso della disequazione.

### Esempi

#### Discriminante positivo
Esempio 1: {\displaystyle x^{2}-5x+6\leq 0\;}.
La disequazione è già in forma normale {\displaystyle a>0}
Equazione associata: {\displaystyle x^{2}-5x+6=0}
{\displaystyle \Delta =(-5)^{2}-4\cdot 1\cdot 6=1>0}
Soluzioni dell'equazione associata {\displaystyle x_{1}=2}, {\displaystyle x_{2}=3} .
Schema del segno del trinomio
```
asse x _____2______3_____
segno ++++++0------0+++++
```

Soluzioni
Si chiede che il trinomio sia negativo o nullo (guardare il verso della disequazione in forma normale). Le soluzioni della disequazione sono i valori interni a 2 e 3, inclusi gli estremi: {\displaystyle 2\leq x\leq 3}.

#### Altri esempi conΔ>0{\displaystyle \Delta >0}
Esempio 2: {\displaystyle -x^{2}+x+2<0}.
La disequazione è già in forma normale {\displaystyle a<0}
Equazione associata: {\displaystyle -x^{2}+x+2=0}
{\displaystyle \Delta =1^{2}-4\cdot (-1)\cdot 2=9>0}
Soluzioni dell'equazione associata {\displaystyle x_{1}=-1}, {\displaystyle x_{2}=2} .
Schema del segno del trinomio
```
asse x ____-1____2____
segno  -----O++++0----
```

Soluzioni
Si chiede che il trinomio sia negativo (guardare il verso della disequazione in forma normale). Le soluzioni della disequazione sono i valori esterni a -1 e 2, esclusi gli estremi: {\displaystyle x<-1\vee x>2}.
Esempio 3: {\displaystyle -x^{2}+4\geq 0}.
La disequazione è già in forma normale {\displaystyle a<0}
Equazione associata: {\displaystyle -x^{2}+4=0}
{\displaystyle \Delta >0} è una equazione pura con a e c discordi
Soluzioni dell'equazione associata {\displaystyle x_{1}=-2}, {\displaystyle x_{2}=2} .
Schema del segno del trinomio
```
asse x ____-2____2____
segno  -----O++++0----
```

Soluzioni
Si chiede che il trinomio sia positivo o nullo (guardare il verso della disequazione in forma normale). Le soluzioni della disequazione sono i valori interni a -2 e 2, inclusi gli estremi: {\displaystyle -2\leq x\leq 2}.

#### Discriminante nullo
Esempio 4: {\displaystyle x^{2}-2x+1>0}.
La disequazione è già in forma normale {\displaystyle a>0}
Equazione associata: {\displaystyle x^{2}-2x+1=0}
{\displaystyle \Delta =0}
Soluzioni dell'equazione associata {\displaystyle x_{1,2}=1} doppia.
Schema del segno del trinomio
```
asse x ____1____
segno +++++0++++
```

Soluzioni
Si chiede che il trinomio sia positivo, quindi {\displaystyle x\neq 1}.

#### Altri esempi conΔ=0{\displaystyle \Delta =0}
Esempio 5: {\displaystyle x^{2}-2x+1<0}.
La disequazione è già in forma normale {\displaystyle a>0}
Equazione associata:
{\displaystyle \Delta =0}
Soluzioni dell'equazione associata {\displaystyle x_{1,2}=1} doppia.
Schema del segno del trinomio
```
asse x ____1____
segno  ++++0++++
```

Soluzioni
Si chiede che il trinomio sia negativo, quindi la disequazione è impossibile {\displaystyle \nexists x\in \mathbb {R} }.
Esempio 6: {\displaystyle -x^{2}-6x-9\geq 0}.
La disequazione è già in forma normale {\displaystyle a<0}
Equazione associata:
{\displaystyle \Delta =0}
Soluzioni dell'equazione associata {\displaystyle x_{1,2}=-3} doppia.
Schema del segno del trinomio
```
asse x ___-3____
segno  ----0----
```

Soluzioni
Si chiede che il trinomio sia positivo o nullo, quindi la disequazione ha soluzione solo {\displaystyle x=-3}.
Esempio 7: {\displaystyle -x^{2}-6x-9\leq 0}.
La disequazione è già in forma normale {\displaystyle a<0}
Equazione associata:
{\displaystyle \Delta =0}
Soluzioni dell'equazione associata {\displaystyle x_{1},2=-3} doppia.
Schema del segno del trinomio
```
asse x ___-3____
segno  ----0----
```

Soluzioni
Si chiede che il trinomio sia negativo o nullo, quindi la disequazione ha soluzione {\displaystyle \forall x\in \mathbb {R} }.

#### Discriminante negativo
Esempio 8: {\displaystyle -x^{2}+x-3>0}.
La disequazione è già in forma normale {\displaystyle a<0}
Equazione associata:
{\displaystyle \Delta =-11<0}, non ci sono soluzioni dell'equazione associata.
Schema del segno del trinomio
```
asse x ________
segno  --------
```

Soluzioni
Si chiede che il trinomio sia positivo, quindi la disequazione non ha soluzioni.

#### Altri esempi conΔ<0{\displaystyle \Delta <0}
Esempio 9: {\displaystyle x^{2}+x+1\geq 0}.
La disequazione è già in forma normale {\displaystyle a>0}
Equazione associata:
{\displaystyle \Delta =-3<0}, non ci sono soluzioni dell'equazione associata.
Schema del segno del trinomio
```
asse x ________
segno  ++++++++
```

Soluzioni
Si chiede che il trinomio sia positivo o nullo, quindi la disequazione ha soluzioni  {\displaystyle \forall x\in \mathbb {R} }.
Esempio 10: {\displaystyle -x^{2}-5<0}.
La disequazione è già in forma normale {\displaystyle a<0}
Equazione associata:
{\displaystyle \Delta <0}, si tratta di una equazione pura con a e c concordi quindi non ci sono soluzioni dell'equazione associata.
Schema del segno del trinomio
```
asse x ______
segno  ------
```

Soluzioni
Si chiede che il trinomio sia negativo, quindi la disequazione ha soluzioni  {\displaystyle \forall x\in \mathbb {R} }.

### Metodo della parabola
Si consideri la disequazione {\displaystyle ax^{2}+bx+c>0} e la parabola {\displaystyle y=ax^{2}+bx+c}.
In questo caso la disequazione è risolta quando il trinomio di 2º grado è positivo, cioè quando y (l'ordinata) è positiva, graficamente quando la parabola sta sopra l'asse x.
| Coefficiente {\displaystyle a} | {\displaystyle \Delta >0}                                   | {\displaystyle \Delta =0}                                              | {\displaystyle \Delta <0}                                          |
| ------------------------------ | ----------------------------------------------------------- | ---------------------------------------------------------------------- | ------------------------------------------------------------------ |
| {\displaystyle a>0}            |                                                             |                                                                        |                                                                    |
|                                | {\displaystyle y>0} per {\displaystyle x<x_{1}\vee x>x_{2}} | {\displaystyle y>0} per {\displaystyle x\neq x_{1}}                    | {\displaystyle y>0} {\displaystyle \forall x\in \mathbb {R} }      |
|                                | {\displaystyle y=0} per {\displaystyle x=x_{1}\vee x=x_{2}} | {\displaystyle y=0} per {\displaystyle x=x_{1}}                        | {\displaystyle y=0} {\displaystyle \not \exists x\in \mathbb {R} } |
|                                | {\displaystyle y<0} per {\displaystyle x_{1}<x<x_{2}}       | {\displaystyle y<0} {\displaystyle \not \exists x\in \mathbb {R} }     | {\displaystyle y<0} {\displaystyle \not \exists x\in \mathbb {R} } |
| {\displaystyle a<0}            |                                                             |                                                                        |                                                                    |
|                                | {\displaystyle y>0} per {\displaystyle x_{1}<x<x_{2}}       | {\displaystyle y>0} per {\displaystyle \not \exists x\in \mathbb {R} } | {\displaystyle y>0} {\displaystyle \not \exists x\in \mathbb {R} } |
|                                | {\displaystyle y=0} per {\displaystyle x=x_{1}\vee x=x_{2}} | {\displaystyle y=0} per {\displaystyle x=x_{1}}                        | {\displaystyle y=0} {\displaystyle \not \exists x\in \mathbb {R} } |
|                                | {\displaystyle y<0} per {\displaystyle x<x_{1}\vee x>x_{2}} | {\displaystyle y<0} per {\displaystyle x\neq x_{1}}                    | {\displaystyle y<0} {\displaystyle \forall x\in \mathbb {R} }      |

Procedura per la risoluzione delle disequazioni di 2º grado con la parabola:
1. Mettere la disequazione in forma normale
2. Scrivere l'equazione della parabola
3. Stabilire il segno di a
4. Trovare le eventuali ascisse dei punti intersezione della parabola con l'asse x
5. Tracciare il grafico approssimativo della parabola (concaviltà e intersezioni asse x)
6. Determinare le ascisse dei punti della parabola che hanno l'ordinata richiesta (y>0 o y<0)

## Disequazione di quarto grado riconducibile ad un trinomio notevole
Data una disequazione di quarto grado, con l'incognita elevata solamente alla quarta ed alla seconda, tale disequazione può essere ricondotta ad un'altra disequazione, la cui incognita è il quadrato dell'incognita della disequazione di partenza.
Esempio {\displaystyle x^{4}-5x^{2}+6\leq 0\;}
Sostituendo {\displaystyle t=x^{2}} si ha
{\displaystyle t^{2}-5t+6\leq 0\;}
che si risolve come una normale disequazione facendo attenzione però che, alla fine, bisognerà sostituire i risultati ottenuti con {\displaystyle x^{2}}.